# Nimpkish
Die Nimpkish ist eine ehemalige Fähre der kanadischen Reederei BC Ferries.

## Geschichte
Das Schiff wurde 1973 unter der Baunummer 24 auf der Werft B.C. Marine Shipbuilders in Vancouver gebaut. Es wurde vom British Columbia Ministry of Transportation and Highways auf der Strecke zwischen Port McNeill im Norden von Vancouver Island, Sointula auf Malcolm Island und Alert Bay auf Cormorant Island in Dienst gestellt, wo es die Sointula Queen ersetzte. Die Nimpkish war die erste Autofähre auf dieser Strecke.
Nachdem 1979 der Vancouver Inland Island Highway bis Port McNeill fertiggestellt war, nahm der Verkehr auch auf der Fährverbindung zu. Daraufhin wurde die Nimpkish durch die etwas größere Tenaka ersetzt. Die Nimpkish übernahm den Fährverkehr zwischen Heriot Bay auf Quadra Island und Whaletown auf Cortes Island.
1985 übernahm BC Ferries im Zusammenhang mit der Übernahme des Fährverkehrs vom British Columbia Ministry of Transportation and Highways auch die Nimpkish. Sie verblieb auf der Route, wo sie schließlich 1994 erneut wegen zu geringer Kapazität von der Tenaka ersetzt wurde. Die Nimpkish wurde in der Folge aufgrund ihrer für viele Fährverbindungen zu geringen Kapazität in erster Linie als Ersatzschiff bzw. auf verschiedenen Verbindungen insbesondere mit geringen Auslastungen genutzt. Wiederholt verkehrte sie dabei auch entlang der Discovery Coast zwischen kleineren Häfen der Inside Passage und diente als Zubringer für die ehemalige Queen of the North bzw. die Northern Adventure. Nach der 2013 aus Kostengründen aufgegebenen Verbindung zwischen Port Hardy und Bella Coola, die von der Queen of Chilliwack bedient wurde, wurde erneut auf die Nimpkish zurückgegriffen, um die Fährhäfen zwischen Bella Coola und Bella Bella miteinander zu verbinden.
Ursprünglich sollte die Fähre bis 2018 außer Dienst gestellt werden. Die Verzögerungen im Zusammenhang mit der Indienststellung der Northern Sea Wolf, die wieder die gesamte Strecke zwischen Port Hardy und Bella Coola bedienen sollte, führten dazu, dass die Nimpkish auch 2018 noch von Bella Coola aus eingesetzt wurde. 2020 wurde sie schließlich außer Dienst gestellt und im September des Jahres verkauft.
Das Schiff war die kleinste der Fähren von BC Ferries. Benannt ist sie nach dem Fluss im Norden von Vancouver Island.

## Technische Daten und Ausstattung
Das Schiff wird von zwei GM-Dieselmotoren mit 680 PS Leistung angetrieben. Die Motoren wirken über Untersetzungsgetriebe auf zwei Propeller. Für die Stromerzeugung stehen zwei von John-Deere-Dieselmotoren mit jeweils 30 kW Leistung angetriebene Generatoren zur Verfügung.
Die Fähre verfügt über ein durchlaufendes Fahrzeugdeck mit drei baulich voneinander getrennten Fahrspuren. Die beiden äußeren Fahrspuren sind von den Decksaufbauten überbaut, die mittlere Fahrspur ist im vorderen Bereich vom Steuerhaus überbaut. Die nutzbare Durchfahrtshöhe beträgt 2,13 m auf den äußeren Fahrspuren bzw. 4,10 m auf der mittleren Fahrspur. Das Fahrzeugdeck ist über landseitige Rampen zugänglich. 2006 wurde die Fähre mit einer Heckrampe ausgerüstet, um auch auf Strecken ohne landseitige Rampen eingesetzt werden zu können.
Über den beiden äußeren Fahrspuren befindet sich jeweils ein Aufenthaltsraum mit Sitzgelegenheiten für die Passagiere. Im hinteren Bereich befinden sich ebenfalls mit Sitzgelegenheiten ausgestattete, offene Decksbereiche.